# Karel Chotek (etnograf)
Karel Chotek (12. června 1881, Praha – 24. září 1967, Praha) byl český etnograf a vysokoškolský pedagog.

## Život a dílo
Etnografii studoval na Karlově univerzitě u profesora Lubora Niederla spolu s dalšími obory: historií, geografií a antropologií. Ve studiu pokračoval i na zahraničních univerzitách v Leidenu, Londýně, Paříži a ve Švýcarsku. Od roku 1906 byl členem Národopisné společnosti českoslovanské. Téhož roku otiskl v časopisu Český lid národopisnou studii Cerovo. V roce 1912 se habilitoval na Karlově univerzitě pro obor všeobecný národopis. V roce 1915 otiskl v Národopisném věstníku českoslovanském studii Široký důl – Národopisná studie české vesnice. V letech 1910–21 učil na gymnáziu v Ječné. V roce 1921 byl jmenován řádným profesorem na Univerzitě Komenského v Bratislavě, kde vedl národopisný ústav. V roce 1931 byl povolán na Karlovu univerzitu do Prahy. Mezi jeho žáky patřili Vilém Pražák, Emanuel Baláš nebo Ludvík Baran.
Během okupace Československa pracoval se Zdeňkem Wirthem v Národopisné komisi při České akademii věd a umění.
V roce 1945 se vrátil na Karlovu univerzitu, kde vedl národopisný seminář. Současně působil v letech 1947–1948 ve Státním fotoměřickém ústavu. V rámci spolupráce Národopisného semináře UK a Státního fotoměřického ústavu (SFÚ) proběhla v roce 1949
V letech 1949–1951 se podílel na tzv. akci "Z" – záchranné dokumentární akci SFÚ. Z této akce jsou dochovány fotografie a negativy, které pořídil Karel Chotek. Během výzkumu v červenci a srpnu 1949 byly dokumentovány vybrané oblasti na Českomoravské vrchovině, okolí Kroměříže, moravsko-slovenského pomezí (Javorník, Lhotky). Na Slovensku to pak byly obce v okolí Púchova, Spišské Hanušovce, Stará Ľubovňa, okolí Prešova, Lopašov, Červený Kameň, Nižné Ružbachy, Očová, Dlhá Lúka, Nižný Mirošov, Hunkovce, okolí Banské Bystrice a Turčianského Svätého Martina. Zpráva o této cestě byla otištěna v Národopisném věstníku českoslovanském za léta 1948–1950.  Sbírka 551 negativů byla z archivu SFÚ po jeho zrušení převedena do archivu Etnologického ústavu AV ČR.